# Pjesma Eurovizije 1976.
Eurovizija 1976. je bilo 21. natjecanje za Pjesmu Eurovizije. Održala se u Haagu, Nizozemska 3. travnja 1976. Prvi put je voditeljica bila pobjednica jedne Eurovizije Corry Brokken. Pobijedio je Brotherhood of Man, predstavljajući Ujedinjeno Kraljevstvo s pjesmom "Save Your Kisses for Me". Jugoslavija se zbog loših rezultata odlučila povući s natjecanja.
Lihtenštajn je jednom pokušao uči u natjecanje, ali nije mogao jer nije imao RTV servis.

## Rezultati
| Broj | Zemlja                 | Jezik               | Pjevač                 | Pjesma                                              | Pozicija | Bodovi |
| ---- | ---------------------- | ------------------- | ---------------------- | --------------------------------------------------- | -------- | ------ |
| 1.   | Ujedinjeno Kraljevstvo | engleski            | Brotherhood of Man     | Save Your Kisses for Me                             | 1        | 164    |
| 2.   | Švicarska              | engleski            | Peter, Sue and Marc    | Djambo, Djambo                                      | 4        | 91     |
| 3.   | Njemačka               | njemački            | Les Humphries Singers  | Sing Sang Song                                      | 15       | 12     |
| 4.   | Izrael                 | hebrejski           | Shokolad Menta Mastik  | Emor Shalom                                         | 6        | 77     |
| 5.   | Luksemburg             | francuski           | Jürgen Marcus          | Chansons pour ceux qui s'aiment                     | 14       | 17     |
| 6.   | Belgija                | francuski           | Pierre Rapsat          | Judy et Cie                                         | 8        | 68     |
| 7.   | Irska                  | engleski            | Red Hurley             | When                                                | 10       | 54     |
| 8.   | Nizozemska             | engleski            | Sandra Reemer          | The Party's Over                                    | 9        | 56     |
| 9.   | Norveška               | engleski            | Anne-Karine Strøm      | Mata Hari                                           | 18       | 7      |
| 10.  | Grčka                  | grčki               | Mariza Koch            | Panayia Mou, Panayia Mou (Παναγιά μου, Παναγιά μου) | 13       | 20     |
| 11.  | Finska                 | engleski            | Fredi & Friends        | Pump-Pump                                           | 11       | 44     |
| 12.  | Španjolska             | španjolski          | Braulio                | Sobran las palabras                                 | 16       | 11     |
| 13.  | Italija                | engleski,Talijanski | Al Bano & Romina Power | We'll Live It All Again                             | 7        | 69     |
| 14.  | Austrija               | engleski            | Waterloo i Robinson    | My Little World                                     | 5        | 80     |
| 15.  | Portugal               | portugalski         | Carlos do Carmo        | Uma flor de verde pinho                             | 12       | 24     |
| 16.  | Monako                 | francuski           | Mary Cristy            | Toi, la musique et moi                              | 3        | 93     |
| 17.  | Francuska              | francuski           | Catherine Ferry        | Un, deux, trois                                     | 2        | 147    |
| 18.  | Jugoslavija            | bošnjački           | Ambasadori             | Ne mogu skriti svoju bol                            | 17       | 10     |

| Pjesma Eurovizije | Pjesma Eurovizije |
| --- | ----------------- |
| |                   |
| 01956. • 1957. • 1958. • 1959. • 1960. 1961. • 1962. • 1963. • 1964. • 1965. • 1966. • 1967. • 1968. • 1969. • 1970. 1971. • 1972. • 1973. • 1974. • 1975. • 1976. • 1977. • 1978. • 1979. • 1980. 1981. • 1982. • 1983. • 1984. • 1985. • 1986. • 1987. • 1988. • 1989. • 1990. 1991. • 1992. • 1993. • 1994. • 1995. • 1996. • 1997. • 1998. • 1999. • 2000. 2001. • 2002. • 2003. • 2004. • 2005. • 2006. • 2007. • 2008. • 2009. • 2010. 2011. • 2012. • 2013. • 2014. • 2015. • 2016. • 2017. • 2018. • 2019. • 2020. 2021. • 2022. • 2023. • 2024. • 2025. |                   |

| Pjesma Eurovizije | Pjesma Eurovizije |
| --- | ----------------- |
| |                   |
| 01956. • 1957. • 1958. • 1959. • 1960. 1961. • 1962. • 1963. • 1964. • 1965. • 1966. • 1967. • 1968. • 1969. • 1970. 1971. • 1972. • 1973. • 1974. • 1975. • 1976. • 1977. • 1978. • 1979. • 1980. 1981. • 1982. • 1983. • 1984. • 1985. • 1986. • 1987. • 1988. • 1989. • 1990. 1991. • 1992. • 1993. • 1994. • 1995. • 1996. • 1997. • 1998. • 1999. • 2000. 2001. • 2002. • 2003. • 2004. • 2005. • 2006. • 2007. • 2008. • 2009. • 2010. 2011. • 2012. • 2013. • 2014. • 2015. • 2016. • 2017. • 2018. • 2019. • 2020. 2021. • 2022. • 2023. • 2024. • 2025. |                   |